# 頭號人蛇
《頭號人蛇》（英語：Wake of Death）是一部2004年美國、法國、德國、西班牙和南非合拍的動作片，由菲利普·馬丁尼茲執導並與米克·戴維斯（Mick Davis）、洛朗·費洛斯（Laurent Fellous）和克里斯蒂娜·漢密爾頓·格羅布勒（Kristina Hamilton-Grobler）編劇，尚-克勞德·范·達美及任達華主演。劇情講述妻子被殘酷地謀殺後，夜店幫派打手班·亞契（Ben Archer，范·達美飾演）對來自中國的三合會發起復仇。
該片在多數國家以DVD首映方式發行，如於2004年12月18日在美國DVD首映；僅部分國家上院線，如2005年1月19日在法國上映。2021年4月5日發售限量藍光組合包。

## 劇情
來自法國馬賽的洛杉磯幫派份子班·亞契經歷多年的暴力工作後決定引退，以便全心陪伴妻子辛西雅和兒子尼可拉。辛西雅是移民局社工，在處理一艘滿是香港移民的偷渡船時發現了一位小女孩金，並決定違法帶回家照顧。辛西雅還說服法官，給她一星期提交證據，以免金被遣返香港而遇險。
金的父親關新中國三合會的老闆，殺死金母親的他來到洛杉磯企圖找到女兒，並與腐敗的移民局官員哈根斯合作運送海洛因。關新帶人馬殺死了辛西雅及她的父母和餐館內的人員。尼可拉和金在混亂中逃離。遲來的班與三合會成員進行槍戰，之後碰見妻子的屍體。經過一段時間的痛苦後，他決心拯救孩子並為辛西雅的死復仇。
在辛西雅的幫派叔叔兼前老闆麥斯及其保鑣雷蒙和朋友東尼的協助下，尼可拉和金安全待在他們家中。班和東尼蒙面武裝前往一家妓院殺死了為關新工作的王安迪以及其他三合會成員。在該犯罪現場，處理辛西雅謀殺案的達科斯塔警探驚訝哈根斯的前來，感到疑惑的他將此訊息傳達給班等人。班和東尼前去綁架了哈根斯，但未注意三合會正在追蹤他們。在麥斯家，麥斯和雷蒙殘酷地拷問哈根斯，班在接到達科斯塔警探的電話後離開，達科斯塔在移民停屍間中發現了屍體體內的海洛因。但三合會成員同時也前往取走該毒品，使班上前伏擊並與雙方展開飛車追逐。哈根斯承認他參與了關新的海洛因走私行動以及他當晚將要乘坐的船，出於報復，麥斯和雷蒙將他折磨致死。
回到麥斯家，班和東尼看到三合會的汽車在駛向高速公路，金和尼可拉在車內。東尼衝進屋子發現了麥斯和雷蒙的屍體；班則與對方展開飛車追逐後成功挽救了金，但尼可拉被三合會的另一輛車綁走。班和東尼決定前往碼頭救尼可拉，班還告知金，關新是他的生父，讓她難以接受。
班和東尼潛入關新的貨船，殺死船上所有的三合會成員。關新在和班對峙時綁了尼可拉為人質；僵持之後，他和班互相開槍。班重傷，關新死去。警察趕到時，班擁抱了尼可拉。

## 演員
- 尚-克勞德·范·達美飾演班·亞契（Ben Archer）
- 任達華飾演關新（Sun Quan）
- 麗莎·金（Lisa King）飾演辛西雅·亞契（Cynthia Archer）
- 薇樂莉·譚（英语：Valerie Tian）飾演金（Kim）
- 東尼·史奇納（英语：Tony Schiena）飾演東尼（Tony）
- 菲利普·譚（Philip Tan）飾演韓（Han）
- 皮耶·瑪萊斯（Pierre Marais）飾演尼可拉·亞契（Nicholas Archer）
- 安東尼·弗里洪（Anthony Fridjhon）飾演麥斯（Max）
- 克勞德·赫南德茲（Claude Hernández）飾演雷蒙（Raymond）
- 吳永志（英语：Tom Wu）飾演王安迪（Andy Wang）
- 丹尼·基奧（Danny Keough）飾演麥克·哈根斯（Mac Hoggins）
- 沃里克·格里爾（Warrick Grier）飾演達科斯塔警探（Detective Da Costa）
- 郭弼飾演李湯米（Tommy Li）
- 昆汀·昌（英语：Quentin Chong）飾演打手#1
- 李-安·李本伯格（英语：Lee-Anne Liebenberg）飾演階梯女孩

## 製作
主要拍攝於美國洛杉磯、南非開普敦和加拿大進行。林嶺東原本是該片的導演，但他在加拿大拍攝了幾週後離開了該項目。之後塞斯·西維拉（Cess Silvera）接手；但在開普敦拍攝兩星期後，西維拉被解雇，菲利普·馬丁尼茲成為最終導演。
演員任達華和菲利普·譚（Philip Tan）先前曾在《古墓奇兵：風起雲湧》（2003年）中合作過。

## 外部連結
- 互联网电影数据库（IMDb）上《頭號人蛇》的资料（英文）
- 爛番茄上《頭號人蛇》的資料（英文）